# Бхригу
Бхри́гу (санскр. भृगु, IAST: bhṛgu от корня IAST: bhrāj, «пылать», «сиять») — в ведийской и индуистской мифологии мудрец — один из семи великих риши.
В «Ригведе» имя Бхригу также употребляется во множественном числе и означает группу божественных существ, передавших небесный огонь (Агни) людям и бывших его хранителями (I 60, 1; 58, 6 и др.). Иногда Бхригу называется в Ригведе как одно из племён. В той же «Ригведе» и в позднейшей литературе Бхригу рассматриваются так же, как жреческий род, установивший жертвоприношения на огне, а основателем этого рода считается мудрец Бхригу. Вторая мандала Ригведы считается написанной Гритсамадой из рода Бхригу.
Итальянский лингвист Р. Гиневра обнаруживает у Бхригу ряд общих сюжетов со скандинавским гномом Броком. Оба эти имени он возводит к пра-и.е. *(s)bʰr̥(h₂)g- «треск, рёв».
По одной версии, Бхригу родился из кожи Брахмы;
по другой — из семени Праджапати, которое он уронил в огонь на жертвоприношении Варуны, и был поднят и воспитан Варуной и его женой Каршани;
по третьей, — он сын самого Варуны (Шатапатха-брахмана, XI 61, 1);
по четвёртой — его отцом был Ману, который передал своему сыну космогоническое учение, а тот сообщил его людям (Махабхарата, Щантипарва XII, 182—192).
Обитель Бхригу, по преданию, стоит на горе Бхригутунга, которая находится в Непале на восточном берегу реки Гандак.
Бхригу в индуистской мифологической традиции обладает непререкаемым авторитетом. В одном из вариантов мифа о Нахуше именно Бхригу обращает его своим проклятием в змею и сбрасывает с неба (Мбх. XIII 100).
Бхригу проклинает также Вишну, когда тот обезглавливает жену Бхригу — Пулому, предоставившую убежище асурам; по этому проклятию Вишну был обречён семь раз родиться среди смертных и в одном из этих рождений (в облике Рамы) разлучиться со своей женой Ситой (Падма-пурана, V 13; Рамаяна, VII 51). Бхригу же сам вернул свою жену Пулому к жизни.
«Падма-пурана» связывает с именем Бхригу миф о провозглашении Вишну верховным богом. Согласно этому мифу, однажды риши, собравшиеся для жертвоприношения, вступили в спор, кто из богов наивысший. Разрешить этот спор взялся Бхригу. Сначала он отправился к Шиве, но не был допущен к нему, потому что Шива предавался в это время любви со своей супругой. За это Бхригу лишает его положенных жертв и заставляет принять форму лингама. Далее Бхригу идёт к Брахме, но Брахма не воздаёт мудрецу должных почестей, и Бхригу отказывает ему в почитании со стороны брахманов. Наконец, он приходит к Вишну, застаёт Вишну спящим и, чтобы разбудить его, ставит ему на грудь ногу. Вишну не только не гневается, но смиренно растирает ногу мудреца руками. Тогда Бхригу провозглашает Вишну единственным богом, достойным почитания у остальных богов и у людей.
Бхригу был одним из главных жрецов на жертвоприношении Дакши, по одной из версий, он был убит, по другой — его борода была вырвана Шивой.

## Потомки Бхригу
Бхригу является основателем рода, члены которого называются «Бхаргавы» (Бхригуиды). Многие из них стали известными воинами или мудрецами. По мнению В. С. Суктханкара, поддержанному Р. П. Голдманом, именно Бхаргавы выступили т. н. «редакторами» Махабхараты в духе брахманской традиции, придав ей современный вид за счёт привлечения традиционных сюжетов, в том числе и множества легенд, прославляющих самих Бхаргавов.
У Бхригу наиболее известным сыном является Шукра (Ушанас), который был наставником асуров и идентифицировался с планетой Венера. Также среди его потомков цари Парашурама, Сагара и мудрец Аурва. Последний, разозлившись на кшатриев, которые хотели уничтожить всех потомков Бхригу, своим гневом чуть не сжёг всю вселенную.
Согласно пуранам, Бхригу имел два рождения, и в каждом из них он начинал новый род. Первое рождение: у Бхригу, сына Брахмы, и его жены Кхьяти родились дочь Лакшми (жена Вишну) и три сына — Дхатар (Дхатри), Видхатар (Видхатри), Кави. Второе рождение: Бхригу, уже как сын Варуны, женился на Пуломе, которая родила ему шестерых детей. Это Бхута, Чьявана, Ваджраширша, Шучи, Шукра и Шавана.
В Индии есть также Бхригу-тиртха, место, где Бхригу своим подвижничеством и тапасом добился благоволения бога Шивы, который и сделал это место святыней. По «Падма-пуране» Брахма, другие боги и киннары должны омываться в ней. Все грехи смываются в этой тиртхе, и тот, кто искупается в ней, попадает на небеса и не будет больше рождаться.